# La Moustache
La Moustache és una pel·lícula francesa del 2005, dirigida per Emmanuel Carrère i protagonitzada per Vincent Lindon, i adaptada de la pròpia novel·la de Carrère La Moustache de 1986. La pel·lícula inclou música d'un concert per a violí de Philip Glass. La pel·lícula va ser guardonada amb el premi Label Europa Cinemas al 58è Festival Internacional de Cinema de Canes de 2005 i es va distribuir a les sales de cinema als Estats Units pel Cinema Guild amb un llançament en DVD a càrrec de Koch- Lorber Films.

## Argument
Marc Thiriez, un parisenc de mitjana edat, li pregunta a la seva dona si s'ha d'afaitar el bigoti que ha portat durant la major part de la seva vida adulta. La seva dona, l'Agnès, comenta irònicament que sense ell no el reconeixeria, però quan se'n va, en Marc s'afaita el bigoti. A la seva tornada, l'Agnès s'enfada amb el Marc perquè no la va deixar entrar per la porta quan va trucar; En Marc menteix i diu que es va trencar el cordó de les sabates. Marc intenta sorprendre-la amb la seva cara ben afaitada, però no obté cap reacció. En el cotxe de camí a una festa, en Marc li pregunta a l'Agnès si s'adona d'alguna cosa, però aquesta canvia de tema. Visiten els seus amics Serge (ex d'Agnès) i Nadia. En Serge explica una història sobre l'Agnès: durant la seva relació, ella va ser astuta, però es va negar a admetre la seva culpa fins i tot quan tothom estava segur que ella en tenia la culpa. L'Agnès torna a negar que hagi mentit. Frustrat que en Serge i la Nadia tampoc no es notin el seu bigoti rapat, en Marc es baralla amb l'Agnès al cotxe mentre tornen a casa, espantant-la. Mentre es troben al llit aquella nit, es produeix una altra baralla quan l'Agnès li diu al Marc que mai no ha tingut bigoti i que tem pel seu seny. L'Agnès telefona a la Nadia, que diu que en Marc no porta bigoti des de fa quinze anys, però Marc insisteix que li va dir als seus amics que no li fessin cas el bigoti. L'Agnès pren una pastilla per dormir.
En Marc troba un àlbum de fotos de les seves vacances a Bali, totes elles el mostren amb el bigoti. Quan s'enfronta a l'Agnès amb aquestes imatges, ella no li fa cas i canvia de tema, deixant-lo encara més confós. El Marc es torna més paranoic i confós quan fins i tot els seus companys de feina no reconeixen que s'ha rapat el bigoti. El Marc cava a les escombraries per trobar els cabells del bigoti, espantant l'Agnès. Li suggereix a Marc que vegi un psiquiatre que el seu amic François coneixia. L'Agnès insisteix a comprar-li al Marc una jaqueta amb estampats brillants ("una jaqueta de pallasso" com la descriu Marc).
Quan Marc li fa la fotografia per a la seva insígnia de treball, pregunta a una dona si nota una diferència entre la fotografia que s'acaba de fer i la seva fotografia que apareix al seu DNI. targeta Ella comenta sobre el seu bigoti, i en Marc li demana diverses vegades que confirmi que té un bigoti a la fotografia.
En Marc mira el contestador automàtic per trobar un missatge del seu pare. El Bruno, l'amic de l'Agnès, truca i en Marc li diu que deixi de fer-li broma amb el bigoti. El Bruno assegura al Marc que en Marc no porta bigoti des de fa quinze anys. El Marc li penja. A la cuina, li diu a l'Agnès que truqui als seus pares i els digui que l'endemà no podrà venir a sopar a casa d'ells. L'Agnès truca a la mare del Marc, però suaument li recorda que el seu pare és mort i que fa un any que és així. Confós, en Marc parla dels seus millors amics Serge i Nadia, a la qual cosa l'Agnès respon que no sap qui són i que en Marc deu estar enganyat. Molt molest i qüestionant el seu control sobre el seny, en Marc se'n va al llit i l'Agnès li dona un somnífer.
El Marc es desperta en sentir que l'Agnès i el Bruno planegen ingressar en Marc a un hospital psiquiàtric. En Marc es vesteix ràpidament i fuig de casa. En un taxi, intenta trobar la seva mare, però a causa de la pastilla per dormir i la pluja intensa, no pot trobar la casa on va créixer. El Marc intenta trucar a la seva mare, però el número que marca no és un número de telèfon vàlid. Truca a l'Agnès, li diu que és a casa de la seva mare i li demana que el passi a buscar. Quan el Marc veu l'Agnès i el Bruno sortir del seu pis, entra precipitadament, agafa el passaport, es calça, es trenca el cordó i se'n va. Vola a Hong Kong, el primer vol disponible des de París. La seva foto de passaport té un bigoti.
Marc viatja per Hong Kong. Escriu una postal per demanar disculpes a l'Agnès però no l'envia. Quan està a punt d'embarcar en un avió de tornada a França, canvia d'opinió i es passa un dia viatjant d'anada i tornada amb l'Star Ferry. Després que el ferri s'aturi per passar la nit, paga als mariners locals perquè el portin amb ells al seu vaixell. Marc arriba a un poble no especificat de la Xina. En Marc s'allotja una estona en un hotel d'allà, donant-se a conèixer entre els habitants, i torna a fer créixer el bigoti.
En Marc torna un dia a l'hotel i troba l'Agnès esperant-lo, com si hagués estat amb ell tot el viatge, per a la seva sorpresa i confusió. L'Agnès es burla de la seva jaqueta de "pallasso" amb estampats brillants i li pregunta per què la va comprar, amb l'esperança que no la porti a París. Surten a un casino i coneixen nous amics que l'Agnès coneix però que el Marc no. En Marc se'ls mostra fotos recents d'ells quatre on Marc té bigoti. L'Agnès nota la irritació d'en Marc i diu que si no li agraden els seus nous amics no hauran de tornar-los a veure mai més quan tornin a París. En Marc llença la postal que va escriure a Hong Kong.
De tornada a l'hotel, l'Agnès proposa que en Marc s'afaiti el bigoti perquè pugui veure'l sense ell almenys una vegada. Ho fa, i l'Agnès comenta com es veu bé sense ell.